# 米利臣·費利拿·杜斯·山度士
米利臣·費利拿·杜斯·山度士（葡萄牙語：Milson Ferreira dos Santos，1977年11月24日—），出生于馬托格羅索州庫亞巴，巴西职业足球运动员，司職前鋒。

## 生平
米尔森曾经在中国的天津泰達、成都五牛、四川全兴、江苏舜天等球队踢球。2007赛季，他加盟中超球队深圳上清饮，但由于伤病原因，他只为深圳出场3次，并在6月份提前解约。
2008年12月15日，米尔森和澳大利亚球队黃金海岸聯签约。

## 連結
- Gold Coast United profile
- （葡萄牙文） CBF profile[永久]